# Ben Eager
Benjamin Eager, dit Ben Eager, (né le 22 janvier 1984 à Ottawa, Ontario au Canada) est un joueur professionnel canadien de hockey sur glace.

## Carrière
Commençant sa carrière en 2000 dans la Ligue de hockey de l'Ontario avec les Generals d'Oshawa, il est choisi par les Coyotes de Phoenix lors du repêchage d'entrée 2002 en première ronde (23e au total). Il participe avec l'équipe LHO au Défi ADT Canada-Russie en 2003. Le 9 février 2004, il est échangé aux Flyers de Philadelphie, alors qu'il n'a pas joué un seul match avec les Coyotes, avec ses coéquipiers Sean Burke et Branko Radivojevic en retour de l'attaquant Mike Comrie. En 2004-05, il remporte la Coupe Calder de la Ligue américaine de hockey avec les Phantoms de Philadelphie.
Il débute et inscrit son premier point en LNH le 30 novembre 2005. En 2006-2007, il obtient le plus grand nombre de minutes de pénalités de la LNH (233). En décembre 2007, il rejoint les Blackhawks de Chicago contre Jim Vandermeer. Il remporte avec les Blackhawks la Coupe Stanley en 2010.
Le 23 juin 2010, il est échangé en compagnie de Dustin Byfuglien aux Thrashers d'Atlanta en retour notamment de Marty Reasoner. Le 18 janvier 2011, il est échangé aux Sharks de San José en retour d'un choix de 5e ronde en 2011. Le 1er juillet 2011, il signe en tant qu'agent libre un contrat de trois ans avec les Oilers d'Edmonton.

## Statistiques
| Saison     | Équipe                   | Ligue      |     | Saison régulière | Saison régulière | Saison régulière | Saison régulière | Saison régulière |   | Séries éliminatoires | Séries éliminatoires | Séries éliminatoires | Séries éliminatoires | Séries éliminatoires |
| Saison     | Équipe                   | Ligue      | PJ  | B                | A                | Pts              | Pun              | PJ               | B | A                    | Pts                  | Pun                  |                      |                      |
| 2000-2001  | Generals d'Oshawa        | LHO        | 61  | 4                | 6                | 10               | 120              | -                | - | -                    | -                    | -                    |                      |                      |
| 2001-2002  | Generals d'Oshawa        | LHO        | 63  | 14               | 23               | 37               | 255              | 5                | 0 | 1                    | 1                    | 13                   |                      |                      |
| 2002-2003  | Generals d'Oshawa        | LHO        | 58  | 16               | 24               | 40               | 216              | 8                | 0 | 4                    | 4                    | 8                    |                      |                      |
| 2003-2004  | Generals d'Oshawa        | LHO        | 61  | 25               | 27               | 52               | 204              | 7                | 2 | 3                    | 5                    | 31                   |                      |                      |
| 2003-2004  | Phantoms de Philadelphie | LAH        | 5   | 0                | 0                | 0                | 0                | 3                | 0 | 1                    | 1                    | 8                    |                      |                      |
| 2004-2005  | Phantoms de Philadelphie | LAH        | 66  | 7                | 10               | 17               | 232              | 16               | 1 | 1                    | 2                    | 71                   |                      |                      |
| 2005-2006  | Phantoms de Philadelphie | LAH        | 49  | 6                | 12               | 18               | 256              | -                | - | -                    | -                    | -                    |                      |                      |
| 2005-2006  | Flyers de Philadelphie   | LNH        | 25  | 3                | 5                | 8                | 18               | 2                | 0 | 0                    | 0                    | 26                   |                      |                      |
| 2006-2007  | Phantoms de Philadelphie | LAH        | 3   | 0                | 0                | 0                | 21               | -                | - | -                    | -                    | -                    |                      |                      |
| 2006-2007  | Flyers de Philadelphie   | LNH        | 63  | 6                | 5                | 11               | 233              | -                | - | -                    | -                    | -                    |                      |                      |
| 2007-2008  | Flyers de Philadelphie   | LNH        | 23  | 0                | 0                | 0                | 62               | -                | - | -                    | -                    | -                    |                      |                      |
| 2007-2008  | Blackhawks de Chicago    | LNH        | 9   | 0                | 2                | 2                | 27               | -                | - | -                    | -                    | -                    |                      |                      |
| 2008-2009  | Blackhawks de Chicago    | LNH        | 74  | 11               | 4                | 15               | 161              | 17               | 1 | 1                    | 2                    | 61                   |                      |                      |
| 2009-2010  | Blackhawks de Chicago    | LNH        | 60  | 7                | 9                | 16               | 120              | 18               | 1 | 2                    | 3                    | 20                   |                      |                      |
| 2010-2011  | Thrashers d'Atlanta      | LNH        | 34  | 3                | 7                | 10               | 77               | -                | - | -                    | -                    | -                    |                      |                      |
| 2010-2011  | Sharks de San José       | LNH        | 34  | 4                | 3                | 7                | 43               | 10               | 1 | 0                    | 1                    | 41                   |                      |                      |
| 2011-2012  | Oilers d'Edmonton        | LNH        | 63  | 8                | 5                | 13               | 107              | -                | - | -                    | -                    | -                    |                      |                      |
| 2012-2013  | Oilers d'Edmonton        | LNH        | 14  | 1                | 1                | 2                | 25               | -                | - | -                    | -                    | -                    |                      |                      |
| 2012-2013  | Barons d'Oklahoma City   | LAH        | 9   | 0                | 2                | 2                | 13               | 13               | 1 | 4                    | 5                    | 64                   |                      |                      |
| 2013-2014  | Oilers d'Edmonton        | LNH        | 7   | 0                | 1                | 1                | 2                | -                | - | -                    | -                    | -                    |                      |                      |
| 2013-2014  | Barons d'Oklahoma City   | LAH        | 44  | 6                | 2                | 8                | 136              | 2                | 0 | 0                    | 0                    | 4                    |                      |                      |
| 2014-2015  | HK CSKA Moscou           | KHL        | 5   | 0                | 0                | 0                | 2                | -                | - | -                    | -                    | -                    |                      |                      |
| 2014-2015  | Wolves de Chicago        | LAH        | 26  | 0                | 2                | 2                | 86               | -                | - | -                    | -                    | -                    |                      |                      |
| Totaux LNH | Totaux LNH               | Totaux LNH | 400 | 43               | 41               | 84               | 873              | 47               | 3 | 3                    | 6                    | 148                  |                      |                      |

## Trophées et honneurs personnels
Ligue nationale de hockey
- 2009-2010 : remporte la coupe Stanley avec les Blackhawks de Chicago.